# フランツ・レハール
フランツ・レハール（ドイツ語: Franz Lehár [ˈleːhar, leˈhaːɐ̯]、ハンガリー語: Lehár Ferenc [ˈlɛhaːr ˈfɛrɛnt͡s], 1870年4月30日 – 1948年10月24日）は、オーストリア＝ハンガリー帝国生まれの作曲家。オーストリアやドイツを中心にウィンナ・オペレッタの分野で活躍した。
父親も同名であることから、まれに「フランツ・レハール2世」と呼ばれることもある。

## 生涯

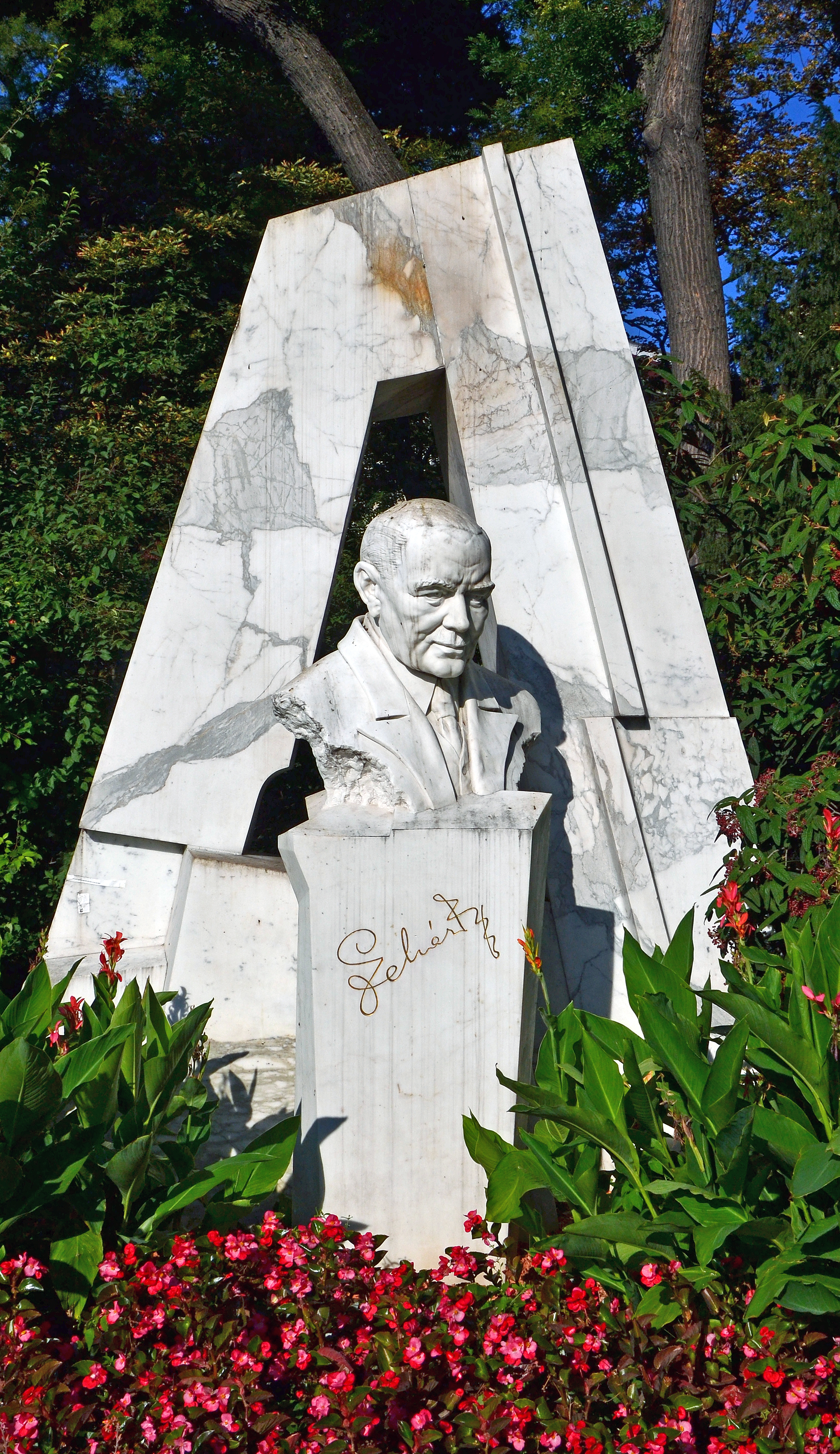
シュタットパークのレハール記念像

レハールは、ドイツ人を両親にハンガリーのコマーロムに生まれた。父のフランツは元々モラヴィア・シュムヴァルトからの移住者だが軍楽隊長として帝国内の転勤族、母クリスティーネ・ノイブラントはハンガリーに代々長く住むドイツ植民者の家系であった。プラハ音楽院でドボルザークらに学び、軍楽隊長を経てウィーンでオペレッタ作曲家としてデビューする。「銀の時代」とよばれたウィンナ・オペレッタの第二黄金期を代表する作曲家となった。
1905年、『メリー・ウィドウ』で一躍人気作曲家となる。1909年発表の代表作『ルクセンブルク伯爵』はこれと系統を同じくする喜劇だが、その後徐々に作風を転換。従来のオペレッタの喜劇一辺倒を脱し、ある程度の笑いをおりまぜつつも基本はシリアスに展開する独自の形を確立していく。特に1925年に初演された『パガニーニ』、1927年の『ロシアの皇太子』、そして1929年の『微笑みの国』は、これまでのオペレッタには無かった悲劇的結末を採用しており、レハールの独特のウィンナ・オペレッタ路線を象徴する傑作である。この路線はウィーンでは必ずしも歓迎されず、上演拠点はベルリンに移された。
1934年、若き総監督のクレメンス・クラウスから依頼された初のウィーン国立歌劇場上演作品『ジュディッタ』以後は筆を折る。これをもってウィンナ・オペレッタの終焉と位置づける専門家も多い。
1938年3月にナチス党率いるドイツがオーストリアを統合した後には、レハールの妻のゾフィー（旧姓パシュキス）がユダヤ人の生まれ（レハールとの結婚に伴いカトリックに改宗）であったにも拘らずドイツのナチス党政権からの庇護を受けたが、そのもとで新作を発表することはなかった。
1945年8月（ヨーロッパでは5月）に第二次世界大戦が終結し、オーストリアが復活して3年後の1948年に同国のザルツブルク近郊のバート・イシュルで亡くなり、同地に埋葬された。ウィーンのシュタットパークには、レハールの記念像がある。

## レハールとナチスの関係

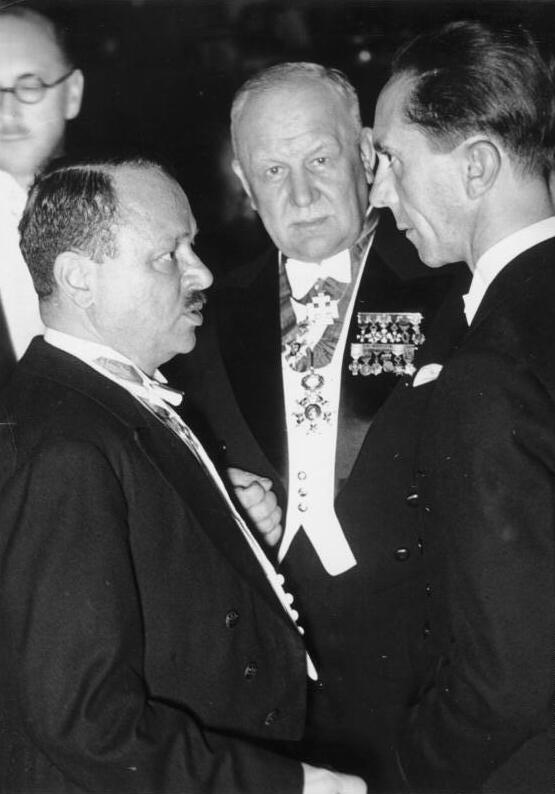
ヨーゼフ・ゲッベルス(右)と

妻がユダヤ人であるにもかかわらずドイツを率いていたナチス党政権の庇護を受けた理由は、『メリー・ウィドウ』がオーストリア生まれのアドルフ・ヒトラーの好きな作品であったためである。
レハールは『メリー・ウィドウ』のスコアをヒトラーに贈っており、ここからもレハールとヒトラーとの関係がうかがえる。しかしこのヒトラー、およびナチス党との関係は、レハールと彼の周囲の人々に大きな不幸をもたらす事になっていく。
『微笑みの国』の台本を担当し、同作品中今もスタンダード・ナンバーとして愛される『君こそ我が心のすべて』を作詞したユダヤ人作家フリッツ・レーナー＝ベーダは、ナチスと親しいレハールを頼る事で強制収容所送りを免れようとした。しかし、レハールはナチスに妻のことを持ち出されて、この件に口出しすることを禁じられ、結果レーナー・ベーダは強制収容所に送られて1944年死亡したとされている。この一件以後レハールは終戦まで沈黙を余儀なくされた。
レハールは政治に関してほとんど無関心であったにもかかわらず、戦後もレハールはこの一件によって「ナチスへの協力者」として、オーストリア及び西ドイツで非難される事となった。

## レハール作品の特色

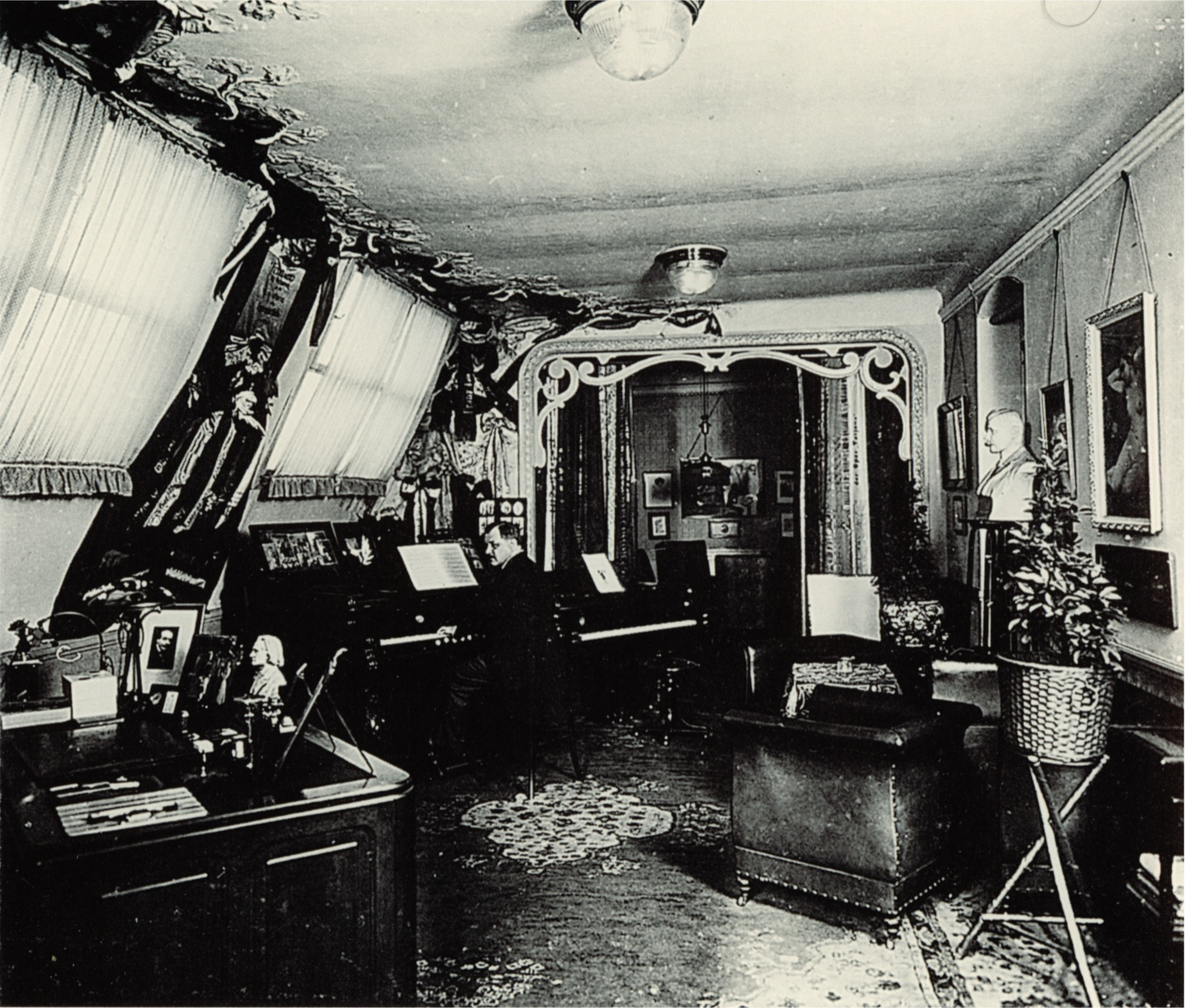
1912年、仕事場でのレハール。

東欧植民ドイツ人の家に生まれ、自身もハンガリーやチェコに長く住み、ウィーンに落ち着いて後半生はベルリンを上演の拠点としたレハールの作品は国際性豊かである。特にバルカンを含めた東欧情緒は色濃い。ただし、生地からハンガリー人と表記されることがあるにもかかわらず、民族的にもハンガリー人であるエメリッヒ・カールマンと比べるとハンガリー情趣を前面に出すことは意外に少ない。ちなみに『メリー・ウィドウ』は、一括輸入をふくめ過去12種類の録音録画が国内販売されたが、ハンガリー人指揮者によるものはひとつもない。また、ハンガリーを代表する作曲家のバルトークは『管弦楽のための協奏曲』に『メリー・ウィドウ』の一節を引用しているが、これはソ連の作曲家のショスタコーヴィチの交響曲第7番に引用されたものの孫引きで、このオペレッタ自体を一度も耳にしたことがなかったという。ジョージ・セル、ユージン・オーマンディ、フリッツ・ライナー、フェレンツ・フリッチャイら、戦後にウインナワルツ集を録音したハンガリー人大指揮者は少なくないが、レハール作品をとりあげたのはアンタル・ドラティぐらいである。
メロディメーカーとしては天分にめぐまれ、甘く夢見るような旋律美は今なおドイツ語圏のみならず世界中の歌劇場で愛されている。代表作に上記のほか、オペレッタ『ルクセンブルク伯爵』、ワルツ『金と銀』など。ちなみに、オペレッタの作品中演奏される歌の数々も、今日でもヨーロッパのスタンダード・ナンバーとして残っており、映画音楽として用いられる事もある。
例えば『メリー・ウィドウ』では、第2幕の『ヴィリアの歌』や第3幕の二重唱『唇は黙し、ヴァイオリンは囁く』（メリー・ウィドウ・ワルツ）などは、ルキノ・ヴィスコンティの映画『ベニスに死す』で主人公アッシェンバッハが美少年タージオに出会う場面で使われている。他にも『君こそ我が心のすべて』（『微笑みの国』）、『ルクセンブルク伯爵』の『微笑みかける幸福』なども有名である。シュトラウスやカールマンのオペレッタが、三、四の代表作以外はほぼ忘れ去られているのに対しレハールは、上記作品のほか、『ウィーンの女たち』『ジプシーの恋』『エヴァ』『フリーデリケ』など、もっとも多くの作品が上演・録音され続けているオペレッタ作家である。

## 作品

### オペレッタ
- 『ウィーンの女たち』(Wiener Frauen, 1901)
- 『針金細工師（ドイツ語版）』(Der Rastelbinder, 1902)
- 『メリー・ウィドウ』(Die lustige Witwe, 1905)
- 『ルクセンブルク伯爵』(Der Graf von Luxemburg, 1909)
- 『ジプシーの恋（ドイツ語版）』(Zigeunerliebe, 1910)
- 『エヴァ』(Eva, 1911)
- 『最後は一人（英語版）』(Endlich allein, 1914)
- 『天文学者』(Der Sterngucher, 1916)
- 『ひばりの鳴くところ（ドイツ語版）』(Wo die Lerche singt, 1918)
- 『春』(Frühling, 1922)
- 『黄色い上着』(Die gelbe Jacke, 1923)
- 『フリーデリケ（ドイツ語版）』(Friederike, 1928)
- 『パガニーニ』(Paganini, 1923)
- 『ロシアの皇太子』(Der Zarewitsch, 1927)
- 『微笑みの国』(Das Land des Lächelns, 1929) <『黄色い上着』の改訂版>
- 『この世は美しい（ドイツ語版）』(Schön ist die Welt, 1930) <『最後は一人』の改訂版>
- 『ジュディッタ』(Giuditta, 1934)

### 管弦楽曲
- ワルツ『金と銀』
- 『アドリア・ワルツ』（Adria-Walzer）